# 张衡环形山

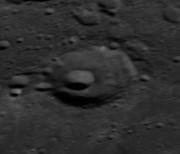
阿波罗14号哈苏相机拍摄的斜视图(面朝东)

张衡环形山(英語：Chang Heng)是位于月球背面北半球的一座大撞击坑，约形成于39.2-38.5亿年前的酒海纪，其名称取自中国东汉天文学家、科学家张衡，1970年被国际天文学联合会批准接受。
张衡环形山位于巨大的环壁平原-弗莱明环形山东北部一座直径不到1公里的陨坑旁，其月面坐标为18°54′N 112°13′E / 18.90°N 112.21°E，直径42.65公里，深度约2.236公里。
该环形山的边缘有些磨损，北侧边缘上坐落着一对小陨石坑，沿东、南边缘还有一些微小的陨坑，坑壁高出周边地形1050多米，内部容积约有1385.77公里3。坑内地表上有一个直径是它三分之一的更小同环心坑。

## 卫星陨石坑
按照惯例，卫星陨石坑在月表地图上以字母标注在陨坑中心旁。
| 张衡环形山 | 纬度     | 经度     | 直径      |
| ---------- | -------- | -------- | --------- |
| C          | 20.38° N | 113.9° E | 19.90公里 |

## 另请参阅
- 月球環形山列表 (C-F)